# Аманар, Симона
Симо́на Амана́р (правильно Симона Амынар; рум. Simona Amânar), род. 7 октября 1979, Констанца, Румыния) — выдающаяся румынская гимнастка, трёхкратная олимпийская чемпионка, многократная чемпионка мира и Европы.

## Биография
Симона родилась в Констанце, с 6 лет занималась спортивной гимнастикой. В 1994 году вошла в состав национальной команды и в том же году завоевала первое золото — в командных соревнованиях на чемпионате мира в Дортмунде. Годом позже румынская сборная с Аманар в составе повторила успех на первенстве в японском Сабае. В 1996 году к ней пришли успехи и в индивидуальных стартах — она стала второй в опорном прыжке на чемпионате мира в Сан-Хуане и выиграла три золота на европейском первенстве в Бирмингеме — в опорном прыжке, на брусьях и в командном первенстве.
На Олимпийских играх 1996 года в Атланте Аманар считалась одним из главных фаворитов и одним из лидеров румынской команды. Соревнования, однако, начались для неё неудачно — в квалификации она упала с бревна и стала лишь четвёртой в румынской сборной, что лишало её путёвки на абсолютное первенство. Тем не менее, тренерским решением она получила право стартовать в абсолютном первенстве вместо Александры Маринеску, в итоге Симона разделила третье место с подругой по команде Лавинией Милошовичи. Ещё одну бронзу Аманар получила в командных соревнованиях. На отдельных снарядах Симона не вышла в финал лишь на бревне, в упражнениях на брусьях она поделила 5 место, в вольных завоевала серебро, уступив Лилии Подкопаевой, а в своём коронном опорном прыжке стала олимпийской чемпионкой, уверенно опередив соперниц.
Четырёхлетие между Играми в Атланте и Сиднее принесло Симоне статус твёрдого лидера румынской команды. Однако ей так и не удалось выиграть абсолютное первенство ни на одном крупном старте в этот период, все золотые медали, которые она завоевала на чемпионатах мира и Европы были либо медалями командных первенств, либо медалями за победу в опорном прыжке, где она впервые исполнила элемент Юрченко — сальто назад прогнувшись с поворотом на 900. По аналогии с «Клубом Силиваш», названным так в честь другой румынской гимнастки, Даниэлы Силиваш, которая первой среди женщин исполнила на вольных двойное сальто назад в группировке с поворотом на 720 (двойное сальто с двумя пируэтами), есть также символический «Клуб Аманар», к которому причисляются спортсменки, сумевшие повторить прыжок Симоны на международных соревнованиях.
Аманар очень удачно выступила на Олимпийских играх 2000 года в Сиднее, хотя лидером румынской команды на тот момент уже считалась более молодая Андрея Рэдукан. Румынки в упорнейшей борьбе выиграли золото командных стартов, опередив сильную команду России, возглавляемую Светланой Хоркиной и Еленой Замолодчиковой и добились великолепного успеха в абсолютном первенстве, показав три лучших результата — первой стала Рэдукан, второй Аманар и третьей Мариа Олару. Однако через несколько дней допинг-проба Рэдукан показала наличие запрещённого вещества. Дисквалификация подруги по команде принесла Симоне Аманар долгожданное золото абсолютного первенства. История, впрочем, получила продолжение, когда спустя некоторое время вещество, из-за которого была дисквалифицирована Рэдукан, было исключено из списка запрещённых. Несмотря на это, дисквалификация не была снята, и Симона Аманар продолжает считаться олимпийской чемпионкой в этом виде. На отдельных снарядах на этих Играх Аманар выступила только в опорном прыжке (6 место) и вольных упражнениях (бронзовая медаль).
После Игр в Сиднее Симона Аманар ушла из спорта. За карьеру она выиграла 7 олимпийских медалей (3 из них золотые), 6 раз выигрывала золото на мировых первенствах и 5 на европейских.

## Созданный элемент
| «Аманар» | Опорный прыжок | Заход Юрченко (рондат, фляк на коня) - 2,5 винта (поворот на 900°) | 2005-2008 6.5 | 2009-2012 6.5 | 2013-2016 6.3 | 2017-2021 5.8 |

Элемент Симоны Аманар до сих пор считается одним из сложнейших опорных прыжков, оцененный в 5,8 баллов сложности. На данный момент широко используется среди специалистов на опорном прыжке. Среди российских гимнасток «Аманар» выполняли или выполняют Елена Замолодчикова, Татьяна Набиева, Алия Мустафина, Виктория Комова, Ксения Афанасьева, Анна Павлова и Мария Пасека Simone Biles